# 판당고 앳 홈
판당고 앳 홈(Fandango at Home, 이전 이름: 부두, Vudu)은 NBC유니버설과 워너 브라더스 디스커버리의 합작 투자사인 판당고 미디어가 소유한 미국의 디지털 영상 스토어이자 스트리밍 서비스이다. 이 회사는 영화의 거래형 주문형 비디오 대여 및 디지털 구매와 함께 소매점에서 가정용 비디오로 구매한 영화의 디지털 복사본 스트리밍을 위한 디지털 로커 서비스와의 통합을 제공한다.
이 서비스는 초기에 부두 박스(Vudu Box)로 알려진 디지털 미디어 플레이어에 중점을 두었다. 2010년에 회사는 하드웨어 사업을 포기하고 서비스 및 관련 앱 플랫폼을 TV 및 블루레이 디스크 플레이어와 같은 타사 장치에 통합하는 데 집중하기 시작했다. 이후 회사는 온라인, 모바일 앱을 통해, 그리고 디지털 미디어 플레이어 및 스마트 TV와 같은 장치에서 서비스를 제공하고 있다.
2010년에 부두는 월마트에 매각되었다. 2020년에 판당고 미디어는 공개되지 않은 금액으로 부두를 인수했다. 초기에는 브랜드 인지도 때문에 부두 이름을 유지했지만, 판당고 미디어는 2024년에 서비스를 판당고 브랜드로 리브랜딩했다.

## 역사
부두는 토니 미란즈와 알랭 로스만(무선 애플리케이션 프로토콜 개발자)이 설립했다. 부두 박스는 2004년부터 비밀리에 개발 중이었지만, 2007년 4월 뉴욕 타임스는 부두가 약 5,000편의 영화에 대한 접근을 제공하기 위해 여러 영화 스튜디오 및 독립 배급사와 계약을 체결했다고 밝혔다.
2007년 4월 기준, 부두는 그레이록 파트너스와 벤치마크 캐피탈로부터 2100만 달러의 벤처 캐피탈 자금을 유치했다. 이 회사는 샌타클래라 (캘리포니아주)에 본사를 두고 있다.
2008년 5월, 부두는 베스트 바이 매장에서 셋톱 박스를 전시하고 판매하기 시작했다. 그 전에는 이 박스는 온라인 소매업체에서만 구할 수 있었다. 10월에 부두는 "HDX"라는 이름으로 1080p 고화질로 영화를 스트리밍하기 시작할 것이라고 발표했다. 이 영화들은 "트루필름(TruFilm)"이라는 이름의 일련의 인코딩 및 처리 기술을 특징으로 하는데, 여기에는 어두운 영역에서 발생하는 압축 가공물 및 픽셀화 현상 완화, 필름 그레인 보존, 평면 패널 TV에서 더 나은 시각 효과를 위한 "색상 그라데이션 처리", 스트리밍 성능 최적화를 위한 "통계적 가변 비트레이트" 등이 포함된다.
2009년 2월 24일, 부두는 고화질 영화를 다운로드하여 소유할 수 있도록 제공하는 최초의 주문형 서비스가 되었다. 부두가 사용자들이 고화질 영화를 구매할 수 있도록 허용하기 전에는 스튜디오에서 표준 화질 형식으로만 영화를 구매할 수 있도록 허용했다. LG는 2009년 8월 TV의 넷캐스트(NetCast) 애플리케이션을 통해 부두를 HDTV에 처음으로 통합했다.
2010년 1월 8일, 국제전자제품박람회에서 부두는 자사의 리치 인터넷 애플리케이션 플랫폼인 "부두 앱(Vudu Apps)"(부두와 다른 스트리밍 비디오 및 인터넷 서비스를 포함)을 인터넷 연결 TV 및 블루레이 플레이어에 직접 통합하는 데 중점을 두기 위해 자체 하드웨어 사업을 단계적으로 중단할 것이라고 발표했다. 초기 하드웨어 파트너로는 LG, 마그나복스, 미쓰비시, 삼성, 산요, 샤프, 도시바, 비지오 등이 있다.
2010년 2월 22일, 월마트는 부두를 인수할 의사를 밝혔다. 이 회사는 2007년에 디지털 비디오 판매를 시도한 적이 있었지만, 아이튠즈 스토어와의 경쟁으로 인해 서비스가 중단되었다. 월마트의 콘텐츠 정책을 준수하기 위해 부두는 나중에 AVN과 협력하여 성인 콘텐츠를 제공했던 "애프터 다크(After Dark)" 서비스를 중단했다.
2012년, 부두는 소매점 DVD 및 블루레이 디스크 구매의 온라인 스트리밍을 제공하는 업계 지원 디지털 로커인 울트라바이올렛과 제휴했다. 2014년, 부두는 디즈니의 경쟁 무비 애니웨어 이니셔티브에도 합류했다.
2020년 2월, 컴캐스트(NBC유니버설을 통해)가 월마트로부터 부두를 인수하기 위한 협상에 들어갔다고 보도되었다.

판당고 바이라인이 있는 2014년 부두 로고

2020년 4월, NBC유니버설의 자회사인 판당고 미디어가 공개되지 않은 금액으로 부두를 인수할 것이라고 발표되었다. 이 매각은 2020년 7월 6일에 완료되었다. 판당고는 워너 브라더스가 소수 지분을 소유하고 있으며, 유사한 서비스인 판당고나우(FandangoNow)를 운영했다. 매각의 일환으로 월마트는 계정 통합 및 월마트 웹사이트를 통한 서비스 홍보를 포함하여 부두와의 관계를 유지할 것이다.
2021년 8월 3일, 판당고나우는 부두에 통합되었다. 판당고는 "부두" 이름을 유지하기로 결정했는데, 이는 더 큰 서비스이고 브랜드 인지도가 더 좋았기 때문이다. 판당고의 M-Go 인수에서 물려받은 로쿠와의 이전 계약 결과, 부두는 디지털 미디어 플레이어의 공식 디지털 미디어 상점이 되기도 했다.
2023년 6월, 판당고의 온라인 영화 티켓 서비스의 오랜 파트너였던 AMC 시어터스는 부두가 AMC 시어터스 온디맨드 서비스를 대체할 것이며, 해당 라이브러리는 부두 플랫폼으로 이전되고 가능한 경우 더 높은 품질의 형식으로 업그레이드될 것이라고 발표했다. 사용자들은 2023년 8월 31일까지 부두로 마이그레이션할 수 있었다.
2024년 2월 16일, 이 서비스가 모회사와 통일하기 위해 "판당고 앳 홈"으로 리브랜딩될 것이라고 발표되었다. 이는 2024년 3월 12일부터 효력을 발휘했다.

## 콘텐츠
2019년 6월 현재, 부두의 콘텐츠는 24,000개 이상의 영화와 8,000개 이상의 TV 프로그램을 포함한다. 콘텐츠는 주요 영화, 독립 영화, 다큐멘터리, 어린이 프로그램, 애니메이션, 뮤지컬, 녹화된 음악 공연, 만화, TV 시리즈 등을 아우른다. 부두는 모든 주요 영화 스튜디오와 50개 이상의 소규모 및 독립 스튜디오와 콘텐츠 라이선스 계약을 체결했다. 영화는 표준 화질, 고화질, 4K 초고화질 형식으로 대여할 수 있으며, 지원되는 장치 및 콘텐츠에서는 돌비 애트모스, 돌비 비전, HDR10을 사용할 수 있다.
2016년 10월, 부두는 미국 플랫폼에 "무비즈 온 어스(Movies on Us)"라는 이름의 무료 광고 지원 스트리밍 라이브러리를 추가하여 최신 및 고전 영화를 제공했다.
2018년 10월, 부두는 MGM 텔레비전과 제휴하여 기존 MGM 자산을 바탕으로 "가족 친화적이고 광고주 친화적인 콘텐츠"에 중점을 둔 "무비즈 온 어스"를 위한 오리지널 프로그램을 개발하고 확보했다. 부두는 2019년 9월 12일에 1983년 동명 영화의 속편인 첫 오리지널 시리즈 《미스터 마마》를 처음으로 공개했다.

## 같이 보기
- OTT 서비스
- 쌍방향 텔레비전
- 인터넷 텔레비전